# Roberto Dall'Agnol
Roberto Dall'Agnol (Passo Fundo[carece de fontes?], 1 de agosto de 1949) é um geólogo brasileiro, membro titular da Academia Brasileira de Ciências na área de Ciências da Terra desde 26 de março de 1991.
Foi condecorado com a Grã-Cruz da Ordem Nacional do Mérito Científico.